# Rodney Pattisson
Rodney Stuart Pattisson (nacido 5 de agosto de 1943) es un regatista británico. Es doble medallista de oro olímpico en vela, ganó el oro en los Juegos Olímpicos de México 1968 y también en los Juegos Olímpicos de Múnich 1972  ambos en la clase Flying Dutchman. Así mismo ganó una medalla de plata en los Juegos Olímpicos de Montreal 1976 en la misma clase para convertirse en el regatista olímpico más exitoso de Gran Bretaña hasta que Ben Ainslie lo alcanzó con 3 medallas de oro y una medalla de plata en cuatro Juegos Olímpicos diferentes en los Juegos Olímpicos de Pekín 2008. Pattisson es miembro del Itchenor Yacht Club.

## Carrera como navegante
Pattisson Nació en Campbeltown, Argyll, Escocia, donde su padre estaba destinado como pilot de la RAF durante la Segunda Guerra Mundial. Su familia se fue de Escocia apenas dos meses después del nacimiento de Rodney, y nunca ha vivido en Escocia desde entonces. Sus padres eran ambos ingleses, y se identifica a sí mismo como inglés, no como escocés, a pesar de que en los medios se le conoce generalmente como escocés
Estudió en la Universidad de Pangbourne, que había sido fundada en 1917 como "Universidad Náutica de Pangbourne". El College preparaba a sus alumnos para ser oficiales de la Marina Mercante, aunque muchos estudiantes decidían unirse a la marina de guerra, opción que siguió Rodneyal salir de la universidad, ingresando en la Royal Navy.
Formó equipo con el abogado de Londres, Iain MacDonald-Smith, ganando el oro en los Juegos Olímpicos de México. Habían viajado dos meses antes del inicio de la olimpiada para aclimatarse a las condiciones locales. Pattisson y MacDonald-Smith ganaron la medalla de oro olímpico en la clase Flying Dutchman en su embarcación Supercalifragilisticexpialidocious, nombre que fue acortado por los oficiales de regata en Superdocious, ya que el nombre superaba la longitud máxima permitida por las normas de la regata  La embarcación está ahora en la colección del Museo Marítimo Nacional de Cornwall.  
En el momento en qué ganó la medalla de oro, Pattisson se convirtió en el primer "Scot" en ganar una medalla Olímpica de vela.  Pattisson y MacDonald-Smith juntos ganaron el Campeonato del Mundo de FD (Flying Dutchman) en 1969 y en 1970.  Después de su victoria Olímpica en 1968, Pattisson renunció a su cargo como oficial de la Marina Real Británica con objeto de tener más tiempo para poder entrenar. Fue nombrado Miembro de la Orden del Imperio británico (MBE) en 1969, como Lieutenant Rodney Stuart Pattisson, en recompensa a los servicios prestados en el deporte de la vela.
Ganó otro campeonato del mundo en 1971 (en Arenys de Mar),  con Julian Brooke-Houghton como tripulante.  Consiguió una segunda medalla de oro olímpica en Kiel en 1972, esta vez con Christopher Davies al trapecio y con el nombre de su barco traducido al castellanoː Supercalifragilisticoexpialidoso. A continuación participó en los Juegos Olímpicos de Montreal de 1976 terminando con una medalla de plata, que ganó junto con su anterior tripulante Julian Brooke-Houghton. En dichos Juegos Olímpicos de 1976, Pattisson tuvo el honor de representar a su país, siendo el abanderado del Reino Unido en la ceremonia inaugural.
Pattisson se retiró entonces de los Juegos Olímpicos pasando a ser copatrón del Victoria 83, de Peter Savary, participando en la Copa América en 1983.
Más tarde fue elegido para el "Hall Fame" de vela.

## Trabajos publicados
- Pattisson, Rodney; Davison, Tim; Hore, Tim (1986). Tactics (Sail to Win) (Print). Camden, Me: International Marine Pub. Co. ISBN 0-87742-233-8.
- Pattisson, Rodney; Davison, Tim; Hore, Tim (1986). Boatspeed: supercharging your hull, foils and gear. (Sail to Win) (Print). Steyning, W. Sussex: Fernhurst Books. ISBN 0-906754-25-9.